# 1945年以來之州際戰爭列表
以下為1945年以來各國間的戰爭列表。洲際戰爭之定義為兩獨立國家之間為爭奪某塊領土而發動之軍事衝突。（注意，該列表並不會包括內戰與獨立戰爭，或傷亡有限的小型衝突，即戰爭期間死亡人數低於一百人以下者）目前歷史上最大的國家間戰爭為第二次世界大戰，大多數國家都牽涉其中，在此之後，聯合國在1945年的戰後成立，藉以促進國際間合作並防止未來的衝突發生。總之，二戰後的時代之特點大國間為不存在直接的重大戰爭，比如美國與蘇聯（1991年以前）。

## 列表
| 開始年分       | 結束年分                | 衝突名稱                                | 參戰國 | 參戰國 | 作戰死亡人數           | 作戰死亡人數            |
| 開始年分       | 結束年分                | 衝突名稱                                | 參戰國 | 參戰國 | 最低估計               | 最高估計                |
| -------------- | ----------------------- | --------------------------------------- | --- | --- | ---------------------- | ----------------------- |
| 1947年10月22日 | 1949年1月5日            | 克什米尔战争                            | 印度自治领（已停火） | 巴基斯坦自治領（已停火） | 2,604人                | 7,500人                 |
| 1948年5月14日  | 1949年3月10日           | 第一次中东战争                          | 以色列 | 埃及王國 · 伊拉克 · 約旦王國 · 敘利亞第一共和國 · 黎巴嫩 · 沙烏地阿拉伯 · 葉門王國                                                          | 13,073人               | 26,373人                |
| 1948年9月13日  | 1948年9月18日           | 波羅行動                                | 印度 | 海得拉巴土邦 | 32,190人               | 202,190人               |
| 1950年6月25日  | 1953年7月27日（事實上） | 韓戰（僵持）                            | 聯合國軍 · 南韓 · 美国 · 英国 · 比利时 · 加拿大 · 法兰西第四共和国 · 菲律賓 · 哥伦比亚 · 埃塞俄比亚帝国 · 希臘王國 · 盧森堡 · 荷蘭 · 新西兰 · 南非聯邦 · 泰國 · 土耳其 | - 中华人民共和国 - 苏联 | 2,568,927人            | 4,096,927人             |
| 1950年10月6日  | 1950年10月24日          | 昌都戰役                                | 中华人民共和国 | 藏區 | 294人                  | 5,814人                 |
| 1954年9月3日   | 1955年5月1日            | 九三炮戰                                | 中华人民共和国 | 中華民國 美国 | 914人                  | 1054人                  |
| 1955年11月1日  | 1975年4月30日           | 越南戰爭                                | 越南民主共和国 · 越南南方民族解放陣線 · 紅色高棉 · 高棉自由民族統一戰線 · 巴特寮 · 中华人民共和国 · 苏联                                                               | 越南共和国 · 美国 · 泰國 · 新西兰 · 高棉共和國 · 菲律賓                                                                                     | 1,326,494人            | 3,447,494人             |
| 1956年10月29日 | 1956年11月7日           | 第二次中东战争                          | 以色列 英国 · 法兰西第四共和国 | 埃及共和國 | 2,848人                | 4,198人                 |
| 1956年11月1日  | 1956年11月11日          | 蘇聯入侵匈牙利1956年匈牙利革命的一部分  | 苏联 | 匈牙利人民共和国 | 3,222人（僅入侵期間）  | 3,222人（僅入侵期間）   |
| 1957年10月23日 | 1958年6月30日           | 伊夫尼戰爭                              | 西班牙國 法兰西第四共和国 | 摩洛哥 | 1,197人                | 1,197人                 |
| 1958年8月23日  | 1957年12月2日           | 金门炮战                                | 中華民國 美国（戰前狀態） | 中华人民共和国（戰前狀態） | 1,054人                | 1,054人                 |
| 1958年12月     | 1959年                  | 北越入侵寮國越南戰爭的一部分            | 越南民主共和国 · 巴特寮 | |                        |                         |
| 1961年4月17日  | 1961年4月20日           | 猪湾事件                                | 古巴 | 美国 - 古巴民主革命陣線 | 2,298人                | 2,298人                 |
| 1961年7月19日  | 1961年7月23日           | 比塞大危機                              | 法蘭西第五共和國（以下將簡稱法國） | 突尼西亞 | 654人                  | 657人                   |
| 1961年12月19日 | 1962年8月15日           | 特里科拉行動                            | 印度尼西亞 | 荷蘭 | 223人                  | 223人                   |
| 1962年10月20日 | 1962年11月21日          | 中印邊境戰爭                            | 中华人民共和国 | 印度 | 2,105人                | 6,197人                 |
| 1963年1月20日  | 1966年8月11日           | 印度尼西亞—馬來西亞對抗                 | 马来西亚 · 英国 · 新西兰 | 印度尼西亞 | 874人                  | 874人                   |
| 1963年9月25日  | 1964年2月20日           | 沙塵暴戰爭                              | 摩洛哥（戰前狀態） | 阿尔及利亚（戰前狀態） | 69人                   | 500人                   |
| 1964年2月6日   | 1964年4月6日            | 1964年衣索比亞-索馬利亞邊境衝突         | 衣索比亞（戰前狀態） | 索馬利亞民主共和國（戰前狀態） | 1,000人                | 2,000人                 |
| 1965年8月5日   | 1965年9月23日           | 第二次印巴戰爭                          | 印度（不確定） | 巴基斯坦（不確定） | 6,800人                | 13,459人                |
| 1966年10月5日  | 1969年12月3日           | 朝韩非军事区冲突                        | 南韓 · 美国 | | 739人                  | 739人                   |
| 1967年6月5日   | 1967年6月10日           | 第三次中东战争                          | 以色列 | 埃及 · 叙利亚 · 约旦 · 阿拉伯遠征軍： - 伊拉克第一共和國 - 沙烏地阿拉伯 · 摩洛哥 - 阿尔及利亚 - 利比亞王國 - 科威特 - 突尼西亞 - 蘇丹共和國 | 12,336                 | 19,264                  |
| 1967年7月1日   | 1970年8月7日            | 埃以消耗战争                            | 以色列 | 埃及 · 苏联 · 古巴 · 约旦 · 叙利亚 | 6,442人                | 14,290人                |
| 1967年9月11日  | 1967年10月1日           | 乃堆拉-卓拉山口衝突                     | 印度 | 中华人民共和国 | 120人                  | 441人                   |
| 1968年8月20日  | 1968年8月21日           | 華約入侵捷克斯洛伐克                    | 苏联 · 保加利亞人民共和國 · 东德 · 匈牙利人民共和国 · 波蘭人民共和國                                                                                                   | 捷克斯洛伐克 | 254人                  | 254人                   |
| 1969年7月14日  | 1969年7月18日           | 足球戰爭                                | 薩爾瓦多 | | 3,000人                | 3,000人                 |
| 1969年3月2日   | 1969年9月11日           | 中蘇邊界衝突                            | 中华人民共和国（戰前狀態） | 苏联（戰前狀態） | 132人                  | 860人                   |
| 1971年12月3日  | 1971年12月16日          | 1971年印巴戰爭                          | 印度 | 巴基斯坦 | 11,500人               | 12,843人                |
| 1973年10月6日  | 1973年10月25日          | 贖罪日戰爭                              | 以色列 | 埃及 · 敘利亞 · 輔助作戰: - 伊拉克 - 约旦 - 阿尔及利亚 - 古巴 - 摩洛哥                                                                      | 10,521                 | 21,300                  |
| 1974年7月20日  | 1974年8月18日           | 土耳其入侵塞浦路斯                      | 土耳其 | 賽普勒斯 · 希臘 | 6,009人                | 9,509人                 |
| 1974年4月      | 1975年3月               | 1974–75年阿拉伯河衝突                   | 巴列维王朝 | 伊拉克 | 1,000人以上            | 1,000人以上             |
| 1975年12月7日  | 1976年7月17日           | 印度尼西亞入侵東帝汶                    | 印度尼西亞 | 东帝汶 | 51,000人以上           | 51,000人以上            |
| 1977年7月21日  | 1977年7月24日           | 埃及-利比亞戰爭                         | 埃及 | 利比亞 | 500人                  | 500人                   |
| 1977年7月13日  | 1978年3月23日           | 歐加登戰爭                              | 衣索比亞 · 古巴 · 南也門 · 苏联 | 索馬里民主共和國 | 39,836人               | 39,836人                |
| 1978年1月29日  | 1987年9月11日           | 乍得—利比亞衝突                         | · 法國 | 利比亞 | 8,500人以上            | 8,500人以上             |
| 1978年10月9日  | 1979年6月3日            | 烏坦戰爭                                | 坦桑尼亚 · 莫桑比克 | 乌干达 · 利比亞 | 4,135人                | 4,323人                 |
| 1978年12月21日 | 1989年9月26日           | 柬越戰爭                                | 越南 · 柬埔寨人民共和國 | 民主柬埔寨 · 泰國 · 美国 | 270,000人              | 297,000人               |
| 1979年2月17日  | 1979年3月16日           | 中越戰爭                                | 越南 | 中华人民共和国 | 36,945人               | 175,000人               |
| 1979年2月24日  | 1979年3月19日           | 1979年葉門戰爭                          | 北也門 | 南也門 | 1,084人                | 1,084人                 |
| 1979年3月16日  | 1991年11月1日           | 中越邊境衝突                            | 越南（敵對行動結束） | 中华人民共和国（敵對行動結束） | 6,000人                | 6,000人                 |
| 1980年9月22日  | 1988年8月20日           | 兩伊戰爭                                | 伊朗 | 伊拉克 | 405,000人              | 1,200,000人             |
| 1982年4月2日   | 1982年6月14日           | 福克蘭戰爭                              | 英国 | 阿根廷 | 907人                  | 907人                   |
| 1982年6月      | 1982年8月               | 1982年衣索比亞-索馬利亞邊境衝突         | 索馬里民主共和國 | 衣索比亞 |                        |                         |
| 1983年4月18日  | 1983年4月               | 查德-奈及利亞戰爭                       | 奈及利亞 | | 100人以上              | 100人以上               |
| 1983年10月25日 | 1983年10月29日          | 美國入侵格林納達                        | 美国 · 安地卡及巴布達 · 多米尼克 · 牙买加 · 圣卢西亚 · | 格瑞那達 · 古巴 | 102人                  | 102人                   |
| 1985年12月25日 | 1985年12月30日          | 阿加徹地帶戰爭                          | | 布吉納法索 | 142人                  | 142人                   |
| 1988年2月20日  | 1994年5月12日           | 纳戈尔诺-卡拉巴赫战争                   | 阿尔察赫共和国 · 亞美尼亞 | | 37,413                 | 56,000                  |
| 1989年4月9日   | 1991年7月18日           | 茅利塔尼亞-塞內加爾邊境衝突             | 毛里塔尼亚 | 塞内加尔 | 200人以上              | 200人以上               |
| 1989年12月20日 | 1990年1月31日           | 美國入侵巴拿馬                          | 美国 | 巴拿马 | 540人                  | 3,338人                 |
| 1990年8月12日  | 1991年2月28日           | 海湾战争                                | 科威特 · 美国 · 英国 · 沙烏地阿拉伯 · 法國 · 義大利 · 加拿大 · 埃及 · 叙利亚 ·                                                                                         | 伊拉克 | 29,231人               | 59,231人                |
| 1994年9月19日  | 1995年3月31日           | 維護民主行動                            | 美国 | 海地 | 302人                  | 302人                   |
| 1995年1月26日  | 1995年2月28日           | 塞內帕戰爭                              | 秘魯 | | 84人                   | 410人                   |
| 1996年10月24日 | 1997年5月16日           | 第一次剛果戰爭                          | 剛果解放民主力量同盟 卢旺达 乌干达 安哥拉 南蘇丹武裝力量 | 苏丹 前盧安達武裝部隊/解放盧旺達軍 聯攻派 保衛民主全國委員會-保衛民主力量 爭取安哥拉徹底獨立全國聯盟 民主同盟軍 剛果民族解放陣線            | 235,000人              | 250,000人               |
| 1998年5月6日   | 2000年6月18日           | 埃塞俄比亚-厄立特里亚战争               | 衣索比亞 | | 53,000                 | 300,000                 |
| 1999年3月24日  | 1998年6月10日           | 北約轟炸南斯拉夫                        | 北大西洋公约组织 | 南斯拉夫联盟共和国 | 796人                  | 3,011人                 |
| 1999年5月3日   | 1999年7月26日           | 卡吉爾戰爭                              | 印度 | 巴基斯坦 | 884人                  | 5,600人                 |
| 2000年6月5日   | 2000年6月10日           | 六日戰爭 (2000年)第二次剛果戰爭的一部分 | 卢旺达 | 乌干达 | 4,051人以上            | 4,051人以上             |
| 2001年10月7日  | 2001年12月17日          | 美國軍事入侵阿富汗                      | 美国 · 英国 · 加拿大 · | 阿富汗 | 9,550人                | 14,388人                |
| 2003年3月20日  | 2003年5月1日            | 伊拉克戰爭                              | 美国 · 英国 · 波蘭 | 伊拉克 | 10,996人               | 52,456人                |
| 2008年6月10日  | 2008年6月13日           | 吉布提-厄立垂亞邊界衝突                 | （不確定） | （不確定） | 144人                  | 144人                   |
| 2008年8月1日   | 2008年8月12日           | 俄格戰爭                                | 俄羅斯 · 南奥塞梯 · 阿布哈茲 | | 730人                  | 737人                   |
| 2011年3月19日  | 2011年10月31日          | 2011年多國武裝干涉利比亞                | 北大西洋公约组织 · 瑞典 · 阿联酋 | 利比亞 | 72人                   | 403人以上               |
| 2012年3月26日  | 2012年9月26日           | 黑格里格危機                            | 苏丹 | 南蘇丹 | 316人                  | 1,485人                 |
| 2013年1月30日  | 進行中                  | 敘利亞內戰期間的伊朗-以色列衝突         | 以色列 | 伊朗 · 叙利亚 | 645人                  | 671人                   |
| 2014年2月20日  | 進行中                  | 俄烏戰爭 （概要）                       | 乌克兰 | 俄羅斯 頓巴斯地區： - 顿涅茨克人民共和国 - 卢甘斯克人民共和国                                                                               | 13,780人               | 13,780人                |
| 2014年9月22日  | 2024年12月8日           | 美國所領導在敘利亞內戰的軍事介入        | 美国 | 叙利亚 · 俄羅斯 · 伊朗 | 192人以上              | 192人以上               |
| 2016年4月1日   | 2016年4月5日            | 2016年亞美尼亞–亞塞拜然衝突             | | 阿尔察赫共和国 · 亞美尼亞 | 137人                  | 2,060人                 |
| 2016年8月24日  | 進行中                  | 土耳其占領敘利亞北部                    | 土耳其 | - 羅賈瓦 - 叙利亚 | 5,702人以上            | 10,705人以上            |
| 2020年2月27日  | 2020年3月6日            | 春日盾牌行動                            | 土耳其 | 叙利亚 · 伊朗 | 238人                  | 446人                   |
| 2020年9月27日  | 2020年11月10日          | 2020年納戈爾諾-卡拉巴赫戰爭             | | 亞美尼亞 · 阿尔察赫共和国 | 7,726人                | 7,726人                 |
| 2021年5月12日  | 進行中                  | 2021年—2023年亞美尼亞—亞塞拜然邊境危機  | | 亞美尼亞 | 313人                  | 313人                   |
| 2022年1月27日  | 2022年9月20日           | 2022年吉爾吉斯—塔吉克邊境衝突           | （已停火） | （已停火） | 117人                  | 133人                   |
| 2022年2月24日  | 進行中                  | 2022年俄羅斯入侵烏克蘭 俄烏戰爭的一部分 | 乌克兰 | 俄羅斯 - 顿涅茨克人民共和国 - 卢甘斯克人民共和国                                                                                            | 42,000人以上（進行中） | 431,000人以上（進行中） |

## 另見
- 戰爭列表 (1945年—1989年)
- 戰爭列表 (1990年—2002年)
- 戰爭列表 (2003年至今)